# Коразмерность
Коразмерность подпространства {\displaystyle Y} в пространстве {\displaystyle X} есть число, равное разности между размерностью {\displaystyle X} и размерностью {\displaystyle Y}. Пространство {\displaystyle X} и его подпространство {\displaystyle Y} могут иметь разную природу, как, например, векторное пространство, многообразие, топологическое пространство и т. д. То же относится и к размерности, это может быть размерность векторного пространства, многообразия, топологическая размерность и т. д.
Приведённое выше определение работает только в случае, если размерность {\displaystyle X} конечна. Однако есть случаи, когда коразмерность может быть определена (и конечна) в случае, когда размерность пространство {\displaystyle X} бесконечна. Например, коразмерность линейного подпространства {\displaystyle Y} в пространстве {\displaystyle X} определяется как размерность факторпространства {\displaystyle X/Y}.